# Isocladus armatus
Isocladus armatus is een pissebed uit de familie Sphaeromatidae. De wetenschappelijke naam van de soort is voor het eerst geldig gepubliceerd in 1840 door H. Milne Edwards.